# Japanska rukometna reprezentacija
Japanska rukometna reprezentacija predstavlja državu Japan u športu rukometu.
Krovna organizacija:

## Poznati igrači i izbornici
- Dagur Sigurðsson - izbornik od 2017. do 2024.

## Nastupi naAP
- prvaci: 1977., 1979.
- doprvaci: 1983., 1987., 1989., 1991., 2004., 2024.
- treći: 1993., 2000., 2010., 2016., 2020.

## Nastupi naAzijskim igrama
- prvaci:
- doprvaci:
- treći:

## Nastupi naOI
- prvaci:
- doprvaci:
- treći:

## Nastupi naSP
- prvaci:
- doprvaci:
- treći:

## Vanjske poveznice
- http://www.handball.jp/